# خوسيه غونزالو إسكوبار
خوسيه غونزالو إسكوبار (بالإسبانية: José Gonzalo Escobar)‏ هو عسكري مكسيكي، ولد في 1892 في مازاتلان في المكسيك، وتوفي في 1969 في مدينة مكسيكو في المكسيك.